# Wilhelm Lindenschmit der Ältere

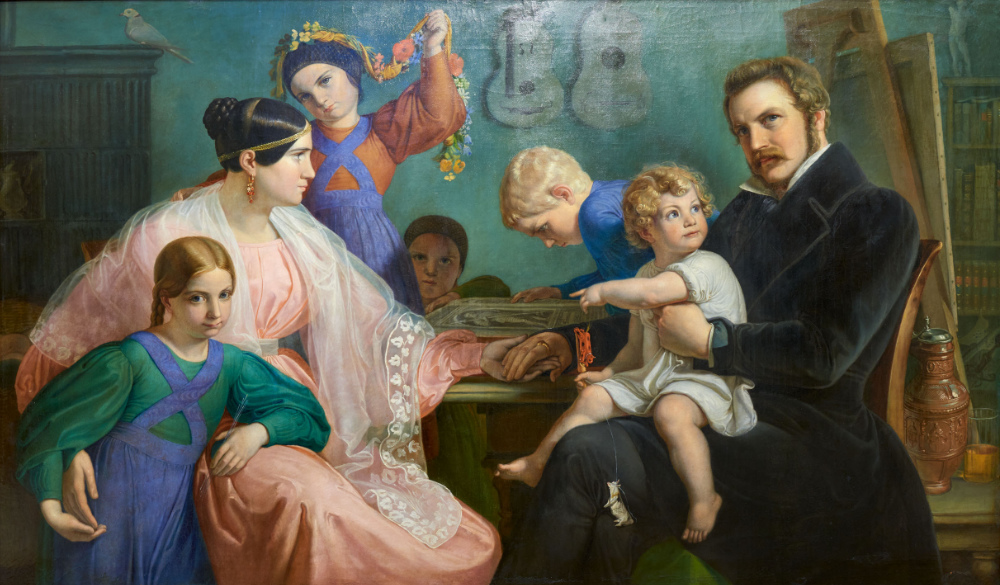
„Der Künstler mit seiner Familie“; Selbstbildnis, Öl auf Leinwand im Landesmuseum Mainz

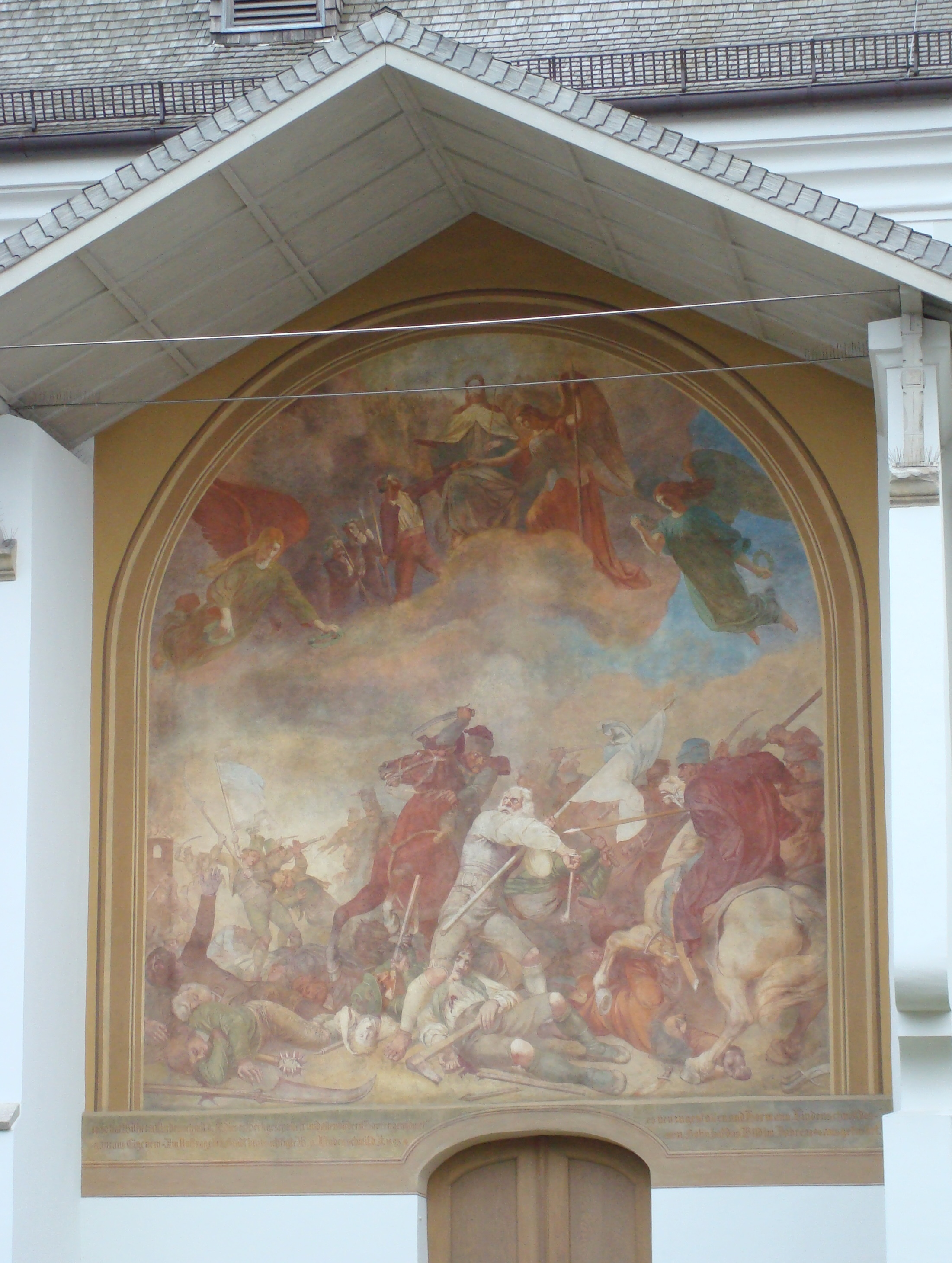
Die Sendlinger Bauernschlacht 1705, Fresko von Lindenschmit an der alten Pfarrkirche St. Margaret in Sendling

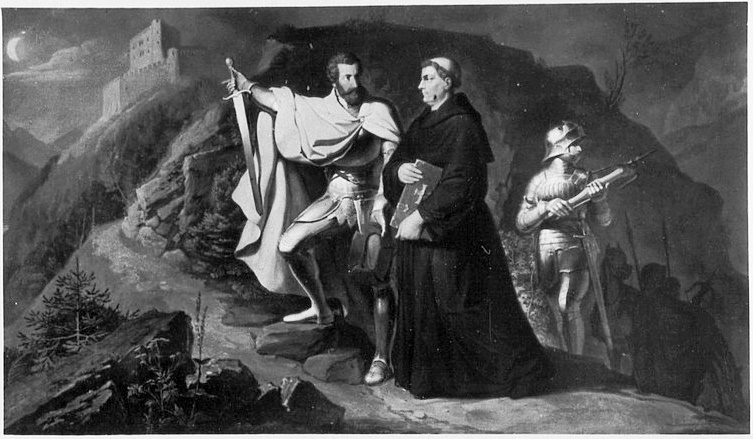
Christoph von Langenmantel bringt Luther nach Hohenschwangau. Fresko von Wilhelm Lindenschmit dem Älteren, Schloss Hohenschwangau, 1. Obergeschoss, Schwangauer Zimmer

Wilhelm Lindenschmit (der Ältere) (* 9. März 1806 in Mainz; † 12. März 1848 in München) war ein deutscher Historienmaler. Er ist Mitglied der Künstlerfamilie Lindenschmit, die sich über vier Generationen hinweg von Mainz nach Aschaffenburg, Frankfurt am Main und München verzweigte.

## Leben
Lindenschmit war der Sohn eines Medailleurs. Seine erste künstlerische Ausbildung erhielt Lindenschmit 1823 auf der Akademie der bildenden Künste in München. Die Jahre 1824 und 1825 verbrachte er an der Akademie der bildenden Künste in Wien. Als Peter von Cornelius von Düsseldorf nach München übersiedelte, kehrte auch Lindenschmit Ende 1825 dorthin zurück, um bis 1828 Cornelius als dessen Schüler und Mitarbeiter bei der Ausführung großer Freskoaufträge zu unterstützen. In München ließ Lindenschmit sich dann auch häuslich nieder. 1848 wurde er zum Hofmaler in Meiningen bestellt, er verstarb jedoch mit 42 Jahren noch im gleichen Jahr.

## Werk
In München malte Lindenschmit zunächst für die Arkaden des Hofgartens den Sieg Ludwigs des Reichen über Albrecht Achilles von Brandenburg im Bayerischen Krieg in der Schlacht bei Giengen (Giengen an der Brenz). 1830 beendete er die Arbeit an dem Fresko Die Bauernschlacht von Sendling 1705 an der nördlichen Außenwand der alten Pfarrkirche St. Margaret in Sendling, das bis heute als sein sicherlich bekanntestes Werk gelten kann. Das Bild wurde 1895 abgenommen und durch seinen bekannteren Sohn Wilhelm Lindenschmit d. J. neu gemalt und 1896 von seinem Enkel Karl Heinrich Hermann (in anderen Quellen auch als H. Lindenschmit bezeichnet) vollendet, dabei allerdings auch leicht abgeändert und somit verfälscht. Das Bild wurde in der Folgezeit noch mehrmals aufgefrischt, so 1964 und zuletzt 2004, wobei auch versucht wurde, den Urzustand zu rekonstruieren.
Weitere Werke Lindenschmits sind die Mehrzahl der Bilder aus Schillers Dichtungen im „Schreibzimmer der Königin“ im Königsbau und zwei Darstellungen aus dem Leben des Leonardo da Vinci für die Loggia der Alten Pinakothek nach Entwürfen von Cornelius.
Andere monumentale Fresken von seiner Hand sind im Schloss Hohenschwangau zu sehen, wo er vier Gemächer mit Darstellungen aus der Geschichte Bayerns ausschmückte. Nach Vollendung dieser Arbeiten malte er in Öl den Kampf der cimbrischen Frauen gegen die Römer und die unglückliche Schlacht des Arminius. Zu seinen späteren Werken gehören die Luitpoldschlacht aus der Zeit Ludwigs des Kindes und der Einzug Ottos des Großen in das befreite Augsburg am Abend nach dem Sieg auf dem Lechfeld.

## Würdigung
Lindenschmits Kunst verbindet vor allem in seinen frühen Porträts realistische Ansätze mit der Tradition des Klassizismus und der Nazarener. Der Maler zeichnete sich besonders durch ein gründliches Studium der Geschichte und des Kostüms aus. Seine Gestalten sind voll Charakter und Ausdruck. In seiner späteren Historienmalerei ist deutlich die spätklassizistische Haltung der Cornelius-Schule zu spüren.

## Werke (Auswahl)
- Die Hermannsschlacht im Teutoburger Wald, Staatliche Kunsthalle Karlsruhe
- Hermann als Sieger, Museum der bildenden Künste Leipzig
- Selbstbildnis, 1823/24, Neue Pinakothek, München
- Erstürmung der Wagenburg, 1836/37, Städtische Galerie im Lenbachhaus, München